# Rethe
Die Rethe ist eine verbindende Wasserstraße zwischen Reiherstieg und Köhlbrand im Hamburger Hafen. Zusammen mit dem erstgenannten bildet sie das Nordostufer der Wilhelmsburger Binneninsel Hohe Schaar, deren Südwestufer die Süderelbe darstellt.
Am Abzweig der Rethe vom Reiherstieg befindet sich die Rethe-Klappbrücke als Straßen- und Eisenbahnverbindung zwischen Hohe Schaar und Neuhof.

## Angrenzende Hafenbecken an der Rethe
- Blumensandhafen
- Kattwyk-Hafen
- Neuhöfer Hafen